# Bristol Castle
Bristol Castle var en normannisk fæstning, der blev bygget til forsvar af byen Bristol i Gloucestershire i England. Den blev opført efter den normanniske erobring af England, sandsynligvis med Vilhelm Erobreren som bygherre.
Ruinen blev ødelagt i Bristol Blitz under anden verdenskrig og består i dag kun af dele af kælderen og fundamentet. Området omkring fæstningen er  udlagt til den offentlige Castle Park.
De bevarede hvælvinger er Scheduled Ancient Monument.